# Madre della Chiesa

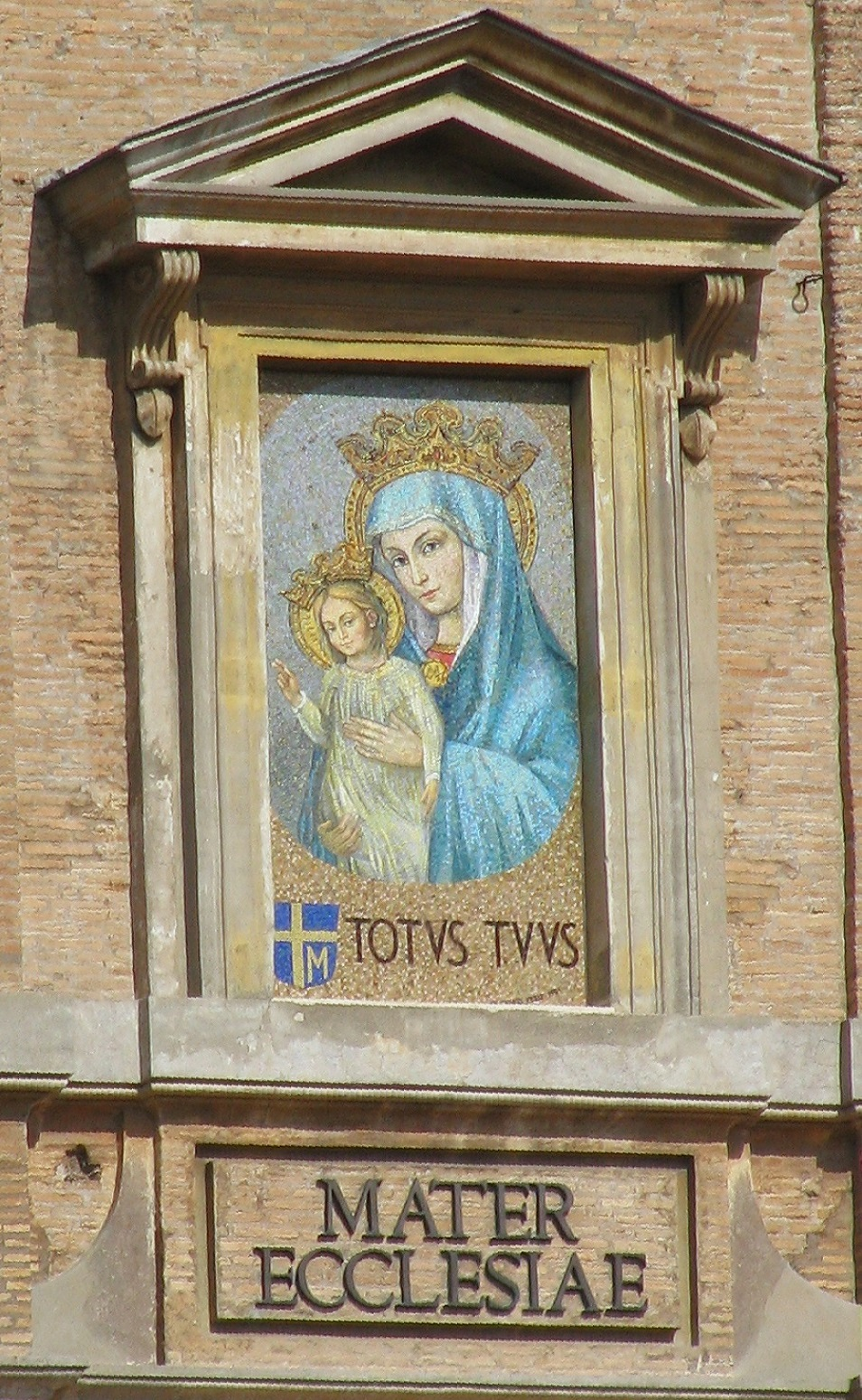
Raffigurazione di Maria con il Bambino sulla Facciata del Palazzo Apostolico - 1981

Madre della Chiesa (in latino: Mater Ecclesiae) è un appellativo che la Chiesa cattolica usa per riferirsi a Maria, la madre di Gesù.

## Storia
Papa Paolo VI ha richiamato questo appellativo nell'allocuzione all'ultima sessione pubblica del Concilio Vaticano II, il 7 dicembre 1965:
Lo stesso papa aveva usato l'appellativo nel promulgare la Lumen Gentium, documento dello stesso concilio sulla Chiesa.
Durante l'udienza generale del 18 novembre 1964 annunciò ufficialmente che sarebbe stato riconosciuto a Maria il titolo di "Mater Ecclesiae". Il 21 novembre 1964 infatti, al termine della terza sessione del Concilio Ecumenico Vaticano II, papa Montini dichiarò la Vergine "Madre della Chiesa", in una allocuzione con le seguenti parole:
«A gloria dunque della Vergine e a nostro conforto, Noi proclamiamo Maria Santissima Madre della Chiesa, cioè di tutto il popolo di Dio, tanto dei fedeli come dei Pastori, che la chiamano Madre amorosissima; e vogliamo che con tale titolo soavissimo d’ora innanzi la Vergine venga ancor più onorata ed invocata da tutto il popolo cristiano» (Mater Ecclesiae 1965, 1, p. 5).
Nell'Enciclica Christi Matri del 15 settembre 1966 il papa invita i fedeli ad invocare l'intercessione di Maria Madre della Chiesa per ottenere il dono della pace.
Nel ’73 fu approvata la Messa votiva De Sancta Maria Ecclesiae Mater, che due anni più tardi venne inserita nell’Editio altera del Messale Romano.
Nel 1975 la Santa Sede propose una messa votiva in onore della Beata Vergine Maria Madre della Chiesa che fu inserita nel Messale Romano.
Nel 1980 per volere di papa Giovanni Paolo II il titolo mariano venne inserito nelle Litanie Lauretane.
Dal 7 dicembre 1981 l'immagine musiva di Maria “Mater Ecclesiae”, opera dei maestri dello Studio del Mosaico Vaticano, campeggia su piazza San Pietro.
Nel Catechismo della Chiesa Cattolica, promulgato nel 1992, è presente un paragrafo intitolato "MARIA - MADRE DI CRISTO, MADRE DELLA CHIESA".
Il 3 marzo 2018 papa Francesco ha istituito la memoria obbligatoria di Maria Madre della Chiesa, da celebrarsi il lunedì dopo Pentecoste.

## Fondamenti biblici
L'origine del titolo è profondamente radicato nella storia della Chiesa, secondo le riflessioni di Sant'Agostino e di San Leone Magno è da ricercarsi nei libri del Nuovo Testamento e più precisamente nella pagina del Vangelo di Giovanni in cui si narra che Maria stava ai piedi della Croce. E Cristo le affidò il discepolo prediletto, Giovanni, dicendo: 
“Donna, ecco tuo figlio!”. E poi: “Ecco tua madre!”(Gv 19,25).
Il rapporto tra Maria e la Chiesa in Sant’Agostino si sviluppa essenzialmente secondo due linee: secondo la prospettiva della maternità di Maria sulla Chiesa e secondo l’esemplarità personale e morale della Madre di Dio nei riguardi della Chiesa. La chiave di lettura per comprendere l’insegnamento di Sant’Agostino sulla Vergine Maria parte da questo presupposto fondamentale: Ella è una creatura che fa parte della Chiesa di Cristo. Essendo membro della Chiesa, tuttavia, in base alla relazione esclusiva di maternità che ha con il Figlio, Maria  «è parte della Chiesa, membro santo, membro eminentissimo (supereminens), ma tuttavia membro di tutto il corpo». Rifacendosi alla teoria paolina del Corpo Mistico, Agostino così si rivolgeva ai suoi fedeli: «E poi in che modo non avreste niente a che fare con il parto di Maria se siete membra di Cristo? Maria ha partorito il vostro capo, la Chiesa ha partorito voi».
Durante il Sinodo tenutosi in Vaticano l'11 ottobre 2010, Benedetto XVI rivolgendosi ai vescovi del Medio Oriente disse:
"...Cristo non è nato come un individuo tra altri. È nato per crearsi un corpo: è nato — come dice Giovanni al capitolo 12 del suo Vangelo — per attirare tutti a sé e in sé. È nato — come dicono le Lettere ai Colossesi e agli Efesini — per ricapitolare tutto il mondo, è nato come primogenito di molti fratelli, è nato per riunire il cosmo in sé, cosicché Lui è il Capo di un grande Corpo. Dove nasce Cristo, inizia il movimento della ricapitolazione, inizia il momento della chiamata, della costruzione del suo Corpo, della santa Chiesa. La Madre di Theós, la Madre di Dio, è Madre della Chiesa, perché Madre di Colui che è venuto per riunirci tutti nel suo Corpo risorto".